# 支那時局大地圖
《日制中国时局大地图》（《日文: 支那時局大地圖》）發行於1937年12月，為日本政府於中日戰爭初期統一由國家製發的標準中國地圖。除普遍發行應用外，該時局大地圖為日本政府應對中日戰爭下領土爭議所出版的地圖，並由日本各地報社，如台灣新民報或朝日新聞等等機構發行刊印。

## 圖面簡介
1937年，中日戰爭爆發，日本政府於當年11月發行數幅針對戰爭時局所繪製的時局地圖。而屬於「時局地圖」系列之一的《支那時局大地圖》，主要功用在描繪中日戰爭爆發後的中國實際戰情情況，並顯示日本政府眼中，中國劇烈的治權領土變化。該地圖尺寸為縮尺570萬分之1，地圖具有經緯度，但並無標明北方等方向。
因該圖著重1937年中國時局介紹，所以圖面包含了中國各省省界與南京首都、院轄市、州界、鐵公路、中國國內航空航線、中國沿岸航路的線路標示。除此尚有海底電纜、大型河川、山脈、萬里長城、蒙古沙漠、金屬鑛山、風景名勝、大型城市聚落、各國大使館及總領事館、中國國內飛機場、無線電線局、公共租界與大型港口等等。
另外，為了符合實際需要，圖面左上角則以中支戰場欄位，另加「中國中部局勢要圖」、上海城市周圍略圖、南京市街圖，而左下角則有遭日軍佔領的廣州市街圖與英國屬地香港對應略圖。此外，除了中國之外，在周圍之滿洲國、蘇聯、蒙古、冀東防共自治政府地區以及台灣、朝鮮兩地區於地圖內出現的部份也一併描繪出版。

## 特殊標示
該地圖是以黃色顯示中國領土，但將日本軍隊於1937年中日戰爭開啟時所佔領的中國領土區域使用北支和中支兩名義以虛線標示註記。除此尚將福建及廣州一帶的南支日軍佔領區，以圖外方格標明。至於中華民國重慶政府有效控制中國領土則另以「中華民國」註記。另外，滿洲國以淺紅色註記、冀東自治政府以粉紅色註記，而成為日本領土統轄的台灣與朝鮮則以深紅色標明。

## 北支與中支
地圖中標明的北支佔領區，其劃分為長江以北，平浦鐵路（起自北京，經天津、滄縣、德縣、歷城、滋陽、銅山、蚌埠至浦口，由天津至浦口長約786公里）以東的日軍佔領領土。論其範圍則包含了遼東半島、山東半島，及河北、綏遠與陝西一部份。因日本與中華民國尚未斷交，地圖標示的北支佔領部分，仍象徵性與中國其他中華民國治權國土標明相同顏色。除此，北支仍詳細標明日軍華北派遣軍的重要據點位置。
另外，中支約為長江以南，平浦線以東的華中地區，範圍則涵蓋江蘇省、上海、及湖北、湖南、浙江與江西的各一部份，時是武漢會戰前後的日本實際控制區域，也標明了華中派遣軍的漢口駐軍地點。除此，顏色與註記標示涵蓋內容約與圖面的北支相同。

## 相關地圖
1937年年末所出產的相關地圖，除了《支那時局大地圖》之外，尚有《大東亞戰爭地圖》、《東亞現勢大地圖》、《支那時局要圖》、《支那事變關係圖》、《最近東亞形勢圖解》、《滿洲時局地圖》等等。